# Dschogorku Kengesch
Dschogorku Kengesch (kirgisische Schreibweise: Жогорку Кеңеш, russisch Верховный совет Werchowny sowet; deutsch Oberster Rat) ist das Parlament im parlamentarischen Einkammersystem von Kirgisistan. Es befindet sich im Weißen Haus in der Hauptstadt Bischkek.

## Wahlrecht

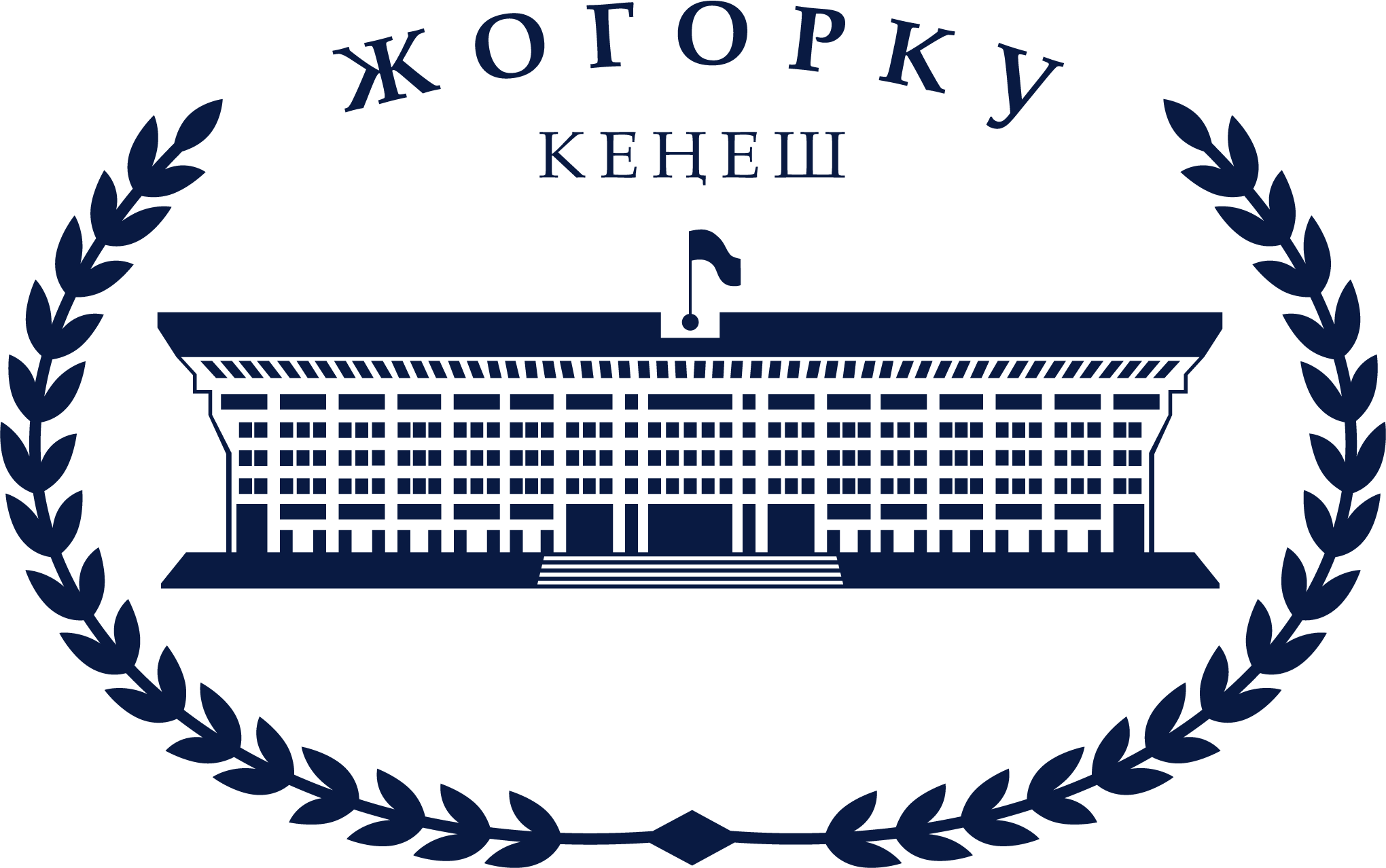
Das Logo des Obersten Rates von Kirgisistan

Das kirgisische Parlament in seiner heutigen Form ist ein Ergebnis des Verfassungsreferendums in Kirgisistan 2010, das nach dem Regierungswechsel 2010 den Übergang von einem Präsidentiellen Regierungssystem zu einem Parlamentarischen Regierungssystem markierte. Die 90 Abgeordneten im Dschogorku Kengesch werden für fünf Jahre bei Parlamentswahlen durch eine Verhältniswahl gewählt. Zur Verteilung der Mandate stellten sämtliche registrierte Parteien eine Wahlliste auf, von der eine bestimmte Anzahl von Kandidaten je nach Stimmanteil der Partei in das Parlament einzieht. Dabei gilt eine doppelte Sperrklausel auf nationaler und regionaler Ebene, wonach Parteien 7 % der landesweit abgegebenen Stimmen und 0,7 % der abgegebenen Stimmen in jedem der Gebiete Kirgisistans gewinnen müssen, um Delegierte über die Parteiliste in das kirgisische Parlament entsenden zu dürfen. Eine Besonderheit des Wahlrechts ist die Deckelung der Fraktionsstärke auf 65 Abgeordnete. Auf diese Weise soll eine zu dominante Machtstellung einzelner Parteien in Kirgisistan vermieden werden.

## Zusammensetzung
Die jüngste Parlamentswahl fand am 28. November 2021 statt. Stärkste Kraft wurde die nationalkonservative Regierungspartei Ata-Schurt mit 15 Sitzen. Das Ergebnis der vorigen Parlamentswahl wurde nach massiven Protesten annulliert.